# Biljana Golubović
Biljana Golubović (srbsky Биљана Голубовић; narozena 1971) je srbská lingvistka.

## Dílo
- In: Biljana Sikimić, Petko Hristov a Biljana Golubović. Labour migrations in the Balkans. München ; Berlin: Sagner, 2012. ISBN 978-3-86688-199-0. (anglicky)
- In: Christiana Voß a Biljana Golubović. Srpska lingvistika : Serbische Linguistik : eine Bestandsaufnahme. München : Berlin: Verlag Otto Sagner, 2010. ISBN 978-3-86688-090-0. (sr, de)

## Divadelní režie
- Hans Christian Andersen, Biljana Golubović: Sněhová královna, Dejvické divadlo, režie: Biljana Golubović, premiéra: 3. prosince 1995, derniéra: 3. března 1996, Přeneseno do Divadla v Dlouhé[1]